# Shibuya kei
Lo Shibuya kei (渋谷系?, Shibuya kei, "stile di Shibuya") è un genere musicale nato dalla commistione tra musica elettronica e pop e appartenente alla categoria del J-pop. Il suo nome deriva dall'omonimo quartiere di Tokyo dove si è sviluppato.
Concettualmente gli esponenti del genere si propongono di operare una fusione consapevole e ragionata di ogni possibile influenza e stile musicale allo scopo di creare una sintesi musicale in cui convivano armonicamente elementi diversi.

## Stile musicale
Lo Shibuya kei può essere grossolanamente suddiviso in precedente e successivo al 2001, anno dello scioglimento dei Pizzicato Five, principale riferimento musicale per il genere. Nell'ultimo periodo il genere sta nuovamente cambiando, assumendo nuove e differenti caratteristiche.

### Primo periodo
Il primo periodo, svoltosi durante tutti gli anni novanta, si basa sul pop con un grosso recupero del sound e della moda Sixties, e vede come principali artisti il duo Pizzicato Five, i dj Cornelius e Fantastic Plastic Machine, la cantante Kahimi Karie ed il gruppo Cibo Matto.

### Secondo periodo
Il secondo periodo, che si è svolto lungo gli anni 2000, si focalizza principalmente sulla musica elettronica e su elementi anni ottanta, ed è portato avanti soprattutto dal duo Capsule, dal dj Cubismo Grafico, dagli YMCK e dalla cantante Kahimi Karie.

### Ultimo periodo
A partire dagli anni Dieci del 2000, il genere si ripulisce gradualmente della grande ricchezza sonora che lo caratterizzava all'inizio e approda verso esiti sempre più minimali pur restando in ambito elettronico come nel trio Perfume o arrivando all'unplugged e alla rinuncia agli strumenti in Kahimi Karie che nel corso degli anni si è dimostrata la musicista più longeva ed insieme sperimentatrice eterogenea di questo genere.